# Phasicnecus thelda
Phasicnecus thelda är en fjärilsart som beskrevs av Druce 1887. Phasicnecus thelda ingår i släktet Phasicnecus och familjen Eupterotidae. Inga underarter finns listade i Catalogue of Life.